# 柯氏海龍屬
柯氏海龍屬，為輻鰭魚綱棘背魚目海龍科的其中一屬。

## 下属物种
- 高體柯氏海龍（Kaupus costatus）